# العلاقات الأوغندية الأردنية
العلاقات الأوغندية الأردنية هي العلاقات الثنائية التي تجمع بين أوغندا والأردن.

## مقارنة بين البلدين
هذه مقارنة عامة ومرجعية للدولتين:
| وجه المقارنة                                              | أوغندا                        | الأردن                   |
| --------------------------------------------------------- | ----------------------------- | ------------------------ |
| المساحة (كم2)                                             | 241.04 ألف                    | 89.34 ألف                |
| عدد السكان (نسمة)                                         | 42.86 مليون                   | 9.81 مليون               |
| الكثافة السكانية (ن./كم²)                                 | 177.81                        | 109.81                   |
| العاصمة                                                   | كامبالا                       | عمان                     |
| اللغة الرسمية                                             | لغة إنجليزية، اللغة السواحلية | اللغة العربية            |
| العملة                                                    | شيلينغ أوغندي                 | دينار أردني              |
| الناتج المحلي الإجمالي (بليون دولار)                      | 25.89 مليار                   | 40.07 مليار              |
| الناتج المحلي الإجمالي (تعادل القوة الشرائية) بليون دولار | 72.25 مليار                   | 82.80 مليار              |
| الناتج المحلي الإجمالي الاسمي للفرد دولار أمريكي          | 705                           | 4.94 ألف                 |
| الناتج المحلي الإجمالي للفرد دولار أمريكي                 | 1.77 ألف                      | 12.05 ألف                |
| مؤشر التنمية البشرية                                      | 0.483                         | 0.748                    |
| رمز المكالمات الدولي                                      | +256                          | +962                     |
| رمز الإنترنت                                              | .ug                           | .jo                      |
| المنطقة الزمنية                                           | ت ع م+03:00                   | ت ع م+02:00، ت ع م+03:00 |

## منظمات دولية مشتركة
يشترك البلدان في عضوية مجموعة من المنظمات الدولية، منها:
| علم المنظمة | اسم المنظمة                               | تاريخ انضمام أوغندا | تاريخ انضمام الأردن |
| ----------- | ----------------------------------------- | ------------------- | ------------------- |
|             | مؤسسة التنمية الدولية                     | 27 سبتمبر 1963      | 4 أكتوبر 1960       |
|             | يونسكو                                    | 9 نوفمبر 1962       | 14 يونيو 1950       |
|             | وكالة ضمان الاستثمار متعدد الأطراف        | 10 يونيو 1992       | 12 أبريل 1988       |
|             | الأمم المتحدة                             | 25 أكتوبر 1962      | 14 ديسمبر 1955      |
|             | الاتحاد البريدي العالمي                   | ?                   | ?                   |
|             | البنك الدولي للإنشاء والتعمير             | 27 سبتمبر 1963      | 29 أغسطس 1952       |
|             | منظمة التعاون الإسلامي                    | ?                   | ?                   |
|             | منظمة حظر الأسلحة الكيميائية              | ?                   | ?                   |
|             | الاتحاد الدولي للاتصالات                  | 8 مارس 1963         | 20 مايو 1947        |
|             | مؤسسة التمويل الدولية                     | 27 سبتمبر 1963      | 20 يوليو 1956       |
|             | المركز الدولي لتسوية المنازعات الاستشارية | 14 أكتوبر 1966      | 29 نوفمبر 1972      |
|             | منظمة التجارة العالمية                    | ?                   | ?                   |
|             | منظمة الشرطة الجنائية الدولية             | ?                   | ?                   |

## وصلات خارجية
- موقع وزارة الخارجية الأوغندية
- موقع وزارة الخارجية الأردنية